# 台湾路 (漳州)
台灣路是中华人民共和国福建省漳州市薌城區的一條橫臥在九龍江畔的東西走向街道。
最東側的路段是仿照英國麥加頓的風格；中段是中西合併的南洋式建築；西側一帶則是白石紅磚、飛檐翹脊的典型閩南建築，路中還有兩座明朝時期的牌坊。

## 歷史
明、清時期，這裡名為「府前街」，因位於漳州府衙前而得名。然而這裡有許多專門製作和銷售竹雨傘的店家，因此也被稱為「雨傘街」。
據說這條古街上以前十分盛行布袋戲、歌仔戲、木偶戲等戲台，而台灣當時正處於日治時代，許多不願意成為次等人民的台灣人和澎湖人則遷徙自此，而這裡跟家鄉（台灣）十分相像，於是引發了思鄉之情，久而久之便把這裡稱為「台灣路」。

## 現況
2004年9月1日，台灣路與香港路更獲得聯合國教科文組織亞太地區的文化遺產保護項目榮譽獎。
電視劇《台灣海峽》與《台灣往事》也將此街區作為外景地。